# Stuart Woolf
Stuart Joseph Woolf (Londra, 23 gennaio 1936 – Firenze, 1º maggio 2021) è stato uno storico inglese naturalizzato italiano.

## Biografia
Stuart J. Woolf è stato professore emerito di storia contemporanea presso l'Università "Ca' Foscari" di Venezia,  dove ha insegnato dal 1996 al 2006.
Laureatosi nel 1956 ad Oxford, dove ha anche vinto un dottorato di ricerca, ha svolto attività di docenza in diversi atenei inglesi (Cambridge fra tutti), spagnoli e australiani, oltre che, prima di arrivare a Venezia, all'Istituto Universitario Europeo di Fiesole e all'École des hautes études en sciences sociales di Parigi.
Nell'ambito dei suoi indirizzi di ricerca, rivolti in particolare alla storia politica e sociale in età moderna e contemporanea, ha pubblicato numerosi saggi. Il suo primo lavoro di rilievo è costituito dal volume sul Risorgimento italiano, pubblicato a Londra nel 1969 e tradotto in italiano, per l'Einaudi, nel 1981. Per la stessa casa editrice ha realizzato, nel 1973, come contributo per la celebre collana einaudiana della «Storia d'Italia», il III volume della serie, occupandosi della storia politica e sociale tra XVIII e XIX secolo.
Nello stesso filone, ma in chiave comparata, rientrano anche i volumi del 1973 (con Eric Jones) sull'agricoltura e sullo sviluppo economico, sull'epoca della reazione, edito da Le Monnier nel 1978, sulla povertà nell'Europa occidentale, edito a Londra nel 1986, con il titolo The poor in Western Europe in the Eighteenth and Nineteenth Centuries, e tradotto in italiano, per la Laterza, due anni più tardi, nonché il saggio su Napoleone del 1990.
Fra i volumi curati da Woolf vanno segnalati, oltre quello del 1974 sulla ricostruzione in Italia, i lavori del 1984 sul fascismo (con Hugh Trevor Roper) e sul nazionalismo in Europa, del 2002 sul XIX e XX secolo (assieme a Mario Isnenghi), per l'Istituto dell'Enciclopedia Italiana, e del 2007, per Il Mulino, sull'Italia repubblicana.

## Fondo librario Woolf
Lo storico ha donato nel 2012 parte della sua biblioteca personale alla Biblioteca di Area Umanistica (BAUM) dell'Università Ca' Foscari di Venezia. La selezione dei documenti, effettuata dallo stesso Woolf, comprende circa 4000 libri - dei quali un centinaio editi nell'800; 21 titoli di riviste; tesi di laurea e dottorato; opuscoli.